# 옌쥔링
옌쥔링(중국어: 颜骏凌, 1991년 1월 28일 ~ )은 중국의 축구 선수로 현재 상하이 하이강에서 골키퍼로 활약하고 있으며 중국 대표팀의 일원으로도 활동 중이다.

## 클럽 경력

### 상하이 하이강
2001년 건바오 축구 아카데미에서 축구를 시작했고 2007년 상하이 하이강에 입단하여 시즌 중반 1군팀으로 콜업된 뒤 2010 시즌까지는 당시 1군팀 주전 골키퍼인 구차오의 백업 골키퍼로 18경기에 출전하며 중국 을급리그 2007 우승을 경험했다.
그 후 2011 시즌을 앞두고 구차오가 저장 FC로 이적하면서 상하이 하이강의 주전 골키퍼로 낙점된 뒤 중국 갑급리그 2012 우승, 중국 슈퍼리그 2015 준우승, 중국 슈퍼리그 2016 3위, 중국 슈퍼리그 2017 준우승, 중국 FA컵 2017 준우승, 2017년 AFC 챔피언스리그 4강, 중국 슈퍼리그 2018 우승, 중국 슈퍼리그 2019 3위, 중국 FA컵 2019 4강, 중국 FA 슈퍼컵 2019 우승, 2019년 AFC 챔피언스리그 8강, 중국 슈퍼리그 2021 준우승, 중국 FA컵 2021 준우승, 중국 슈퍼리그 2022 4위, 중국 FA컵 2022 4강, 중국 슈퍼리그 2023 우승 등을 이끌었다.

## 국가대표팀 경력

### 중국 청소년 대표팀
2009년부터 2012년까지 3년간 중국 U-20 대표팀과 중국 U-23 대표팀의 일원으로 활동했다.

### 중국 A대표팀
2014년 12월 13일 키르기스스탄과의 친선 경기에서 중국 A대표팀 데뷔전을 치렀으나 이 경기는 FIFA로부터 국제 A매치로 인정받지 못했고 이듬해인 2015년 3월 27일 아이티와의 친선 경기에서 공식적인 국제 A매치 데뷔전을 치렀으며 현재까지도 중국 대표팀의 핵심 골키퍼로 활동하고 있다.

## 수상

### 클럽
상하이 하이강
- 중국 슈퍼리그 : 우승 (2018, 2023), 준우승 (2015, 2017, 2021), 3위 (2016, 2019)
- 중국 갑급리그 : 우승 (2012)
- 중국 을급리그 : 우승 (2007)
- 중국 FA컵 : 준우승 (2017, 2021), 4강 (2019, 2022)
- AFC 챔피언스리그 엘리트 : 4강 (2017)
- 중국 FA 슈퍼컵 : 우승 (2019)

### 개인 수상
- 중국축구협회 올해의 골키퍼 : 2017, 2018, 2019
- 중국 슈퍼리그 올해의 팀 : 2017, 2018
- 중국 FA 슈퍼컵 MVP : 2019